# Et Maintenant ... Le Rock
Et Maintenant ... Le Rock is het tweede studioalbum van Scram C Baby uit 1996.

## Opnamen
Nadat Joost Stolk de band verliet, nam Scram C Baby met nieuwe gitarist Frank van Praag in 1995 en 1996 in Studio Sound Enterprise met Frans Hagenaars de opvolger van Taste op. De eerste single uit deze opnamesessies was Milk. Deze single werd in 1995 uitgebracht door het nieuwe label (Nothing Sucks Like) Electrolux. Een jaar later bracht hetzelfde label, intussen omgedoopt in Excelsior Recordings, de cd Et Maintenant ... Le Rock uit. De cd presentatie vond plaats in de Amsterdamse platenwinkel Get Records.

## Ontvangst
De nationale muziekpers ontving de plaat positief. Gijsbert Kamer had het in de Volkskrant over "perfectie met een gaatje". Gert Jonkers schreef in de Nieuwe Revu: "Om maar met de deur in huis te vallen: Scram C Baby is de beste band van Nederland en Et Maintenant... Le Rock is een grandioze plaat". De Nieuwe Revu riep de plaat naast Odelay van Beck zelfs uit tot de beste plaat van het jaar. Door alle positieve aandacht deed de band na het uitkomen van de cd een uitgebreide clubtour door Nederland (waaronder Noorderslag, Crossing Border en een onverwacht optreden met Johan (band) op Lowlands. Twee tracks van het album werden gebruikt in de soundtrack van de succesvolle film All Stars (film).

## Et Maintenant ... Le Show
In 1997 presenteerde de band een avondvullend programma: strijkkwartet, zeventigjarige bodybuilder, culinaire hoogstandjes, een dj, videoprojecties en natuurlijk een optreden van de band zelf. Later verplaatste hetzelfde concept zich op het water. Onder de naam The Starship Tour trok de band samen met Claw Boys Claw, comedians, buikdanseressen en plaatselijke singer-song writers op een boot door het hele land.

## Swift Rush
In 1997 bracht de band de 12-inch single Swift Rush uit, waaronder een clubmix van enkele nummers van Et Maintenant ... Le Rock, Kisses Suzuki (as featured in the motion picture All Stars (film)) en enkele thuisopnames.

## Car Cassettes
Na het verschijnen van het album brachten John Cees Smit en Frank van Praag, op het Amsterdamse Car Cassettes label, de cassette Between Tom Hanks And Us, The Rest Of The World uit.

## Muzikanten
- John Cees Smit - zang, gitaar
- Frank van Praag - gitaar, zang
- Kees Toet - basgitaar, piano
- Robert Lagendijk - drums

Gastmuzikant
- Jan van de Laar - gitaar

## Nummers
1. Exolation
2. Kisses Suzuki
3. I'm In Your Band
4. Player
5. World Cup
6. Bathroom Desire
7. R
8. As Alain
9. Top Gun
10. Milk
11. Trainer/Container
12. Choke
13. Near Hangs as Far as My Anger Has Fans
14. Picture of My Hair
15. Air
16. Inches

Alle nummers zijn geschreven door Scram C Baby, de teksten zijn geschreven door John Cees Smit.

Productie door Frans Hagenaars.